# Ildikó Schwarczenberger
Ildikó Tordasi in Schwarczenberger (Budapest, 9 settembre 1951 – Budapest, 13 luglio 2015) è stata una schermitrice ungherese, vincitrice di una medaglia d'oro, una d'argento e due di bronzo nella scherma ai giochi olimpici.